# 이명희 (법조인)
이명희는 검찰 출신으로 대법원 판사를 지낸 법조인이다.

## 생애
충청남도 보령에서 태어나 서울대학교 법과대학 재학 중인 1956년 제8회 고등고시에 합격하고 육군 법무관을 거쳐 1960년부터 10년동안 전주, 수원, 청주, 서울, 부산지검에서 검사를 하다가 1971년 대전지검 부장검사가 되었다. 1977년부터 2년동안 청주와 전주에서 차장검사를 지내다가 1979년 대검찰청 송무부장, 1981년 수원지방검찰청 검사장, 법무연수원장, 1982년 대검찰청 차장, 1985년 서울고등검찰청 검사장을 역임하고 전두환 대통령에 의해 1986년 4월 17일부터 5년 임기의 대법원 판사에 임명되었으나  1988년 헌법개정으로 인하여 임기를 채우지 못했다.
대법원 형사4부 주심 판사로 1988년 1월 29일에 권인숙 성 고문 가해자인 문귀동 등 불기소처분 재정신청 사건에 대한 재항고심에서 성적 수치심을 자극하는 명백한 범죄행위라는 이유로 항고를 인용하면서 원심을 파기하여 서울고등법원에서 다시 심리하도록 했다.